# Viktors Arājs
Viktors Arājs (nascut el 13 de gener del 1910 a Baldone, Letònia, mort el 13 de gener de 1988 a Kassel, Alemanya) fou un milicià letó, entrenat per l'SD alemany. Va ser nomenat SS - Sturmbannführer el 1943.
Durant la Segona Guerra Mundial Arājs va dirigir el famós Sonderkommando Arājs, que actuà en col·laboració amb l'alemany Einsatzgruppe A i la Schupo i va portar a la mort a milers de jueus de Letònia. Arājs va tenir un paper prominent en la Massacre de Liepāja, a mitjans de desembre del 1941. El Sonderkommando Arājs va assassinar prop de la meitat dels jueus de Letònia
El 1979, Arājs fou condemnat a cadena perpètua per crims de guerra i crims contra la humanitat en particular, per les massacres de Rumbula i del Gueto de Riga.